# كورنيليوس كوك الثاني
كورنيليوس كوك الثاني هو سياسي جنوب أفريقي، ولد في 1778 في Kamiesberg Local Municipality ‏ في جنوب أفريقيا، وتوفي في 1858 في Campbell, South Africa ‏ في جنوب أفريقيا.